# Церква Різдва Пресвятої Богородиці (Олишівка)
Це́рква Різдва́ Пресвято́ї Богоро́диці (початок ХХ ст.) — православний храм у смт Олишівка Чернігівського району Чернігівської області.

## Архітектура
Будівництво церкви було розпочато 1908 року. Вочевидь, 1909 року храм було завершено. Згідно дослідження В. Зеленюк це тричастинний храм, що складається з розміщених по одній осі трьох об'ємів: дзвіниці, нави та апсиди. Будівля церкви цегляна, на низькому кам'яному цоколі, потинькована, пофарбована в білий колір. 
Церква прямокутна в плані, без внутрішніх стовпів.
У композиції фасадів класичні членування та ренесансний декор сполучаються з деталями, характерними для давньоруської архітектури. Витягнені прямокутні вікна мають півциркулярне завершення, оздоблене напівкруглими кокошниками. Декор вікон об'єднується широким карнизом уздовж усього периметра церкви. Верх облямівки вікон та карниз оформлено дашком з металевою покрівлею. По верху стін іде аналогічний карниз з ряду «сухариків» між горизонтальних тяг.
Церква відреставрована і використовується за призначенням. Незважаючи на еклектичність форм, церква являє собою цікавий зразок української культової кам'яної архітектури початку ХХ століття.

## Настоятелі
- Протоієрей Іоанн Горобець